# Internet Movie Cars Database
Internet Movie Cars Database, abbreviato spesso in IMCDb, è un database online di informazioni su auto, moto e altri veicoli a motore apparsi nei film. Il sito web è stato creato sulla falsariga dell'Internet Movie Database nel 2004.

## Storia
L'archivio nasce nel 2004 da un'idea del programmatore belga Antoine Potten come raccolta per le auto utilizzate nei film, al 26 ottobre 2012 i film analizzati erano 24.433 e le macchine 405.888, comprese quelle usate nei finali alternativi e nelle scene tagliate. Nel 2012 erano presenti auto e moto di 3.213 marche diverse e 568 pagine di veicoli non identificati.

## Curiosità
- L'auto più presente al 2012 era la Ford Crown Victoria con 4.204 comparse[2].
- L'auto italiana più presente al 2012 era la Fiat 600 D con 347 comparse[5].
- La marca di auto più presente al 2012 era la Ford con 58.567 comparse[3].
- La marca di auto italiana più presente al 2012 era la Fiat con 13.980 comparse[3].

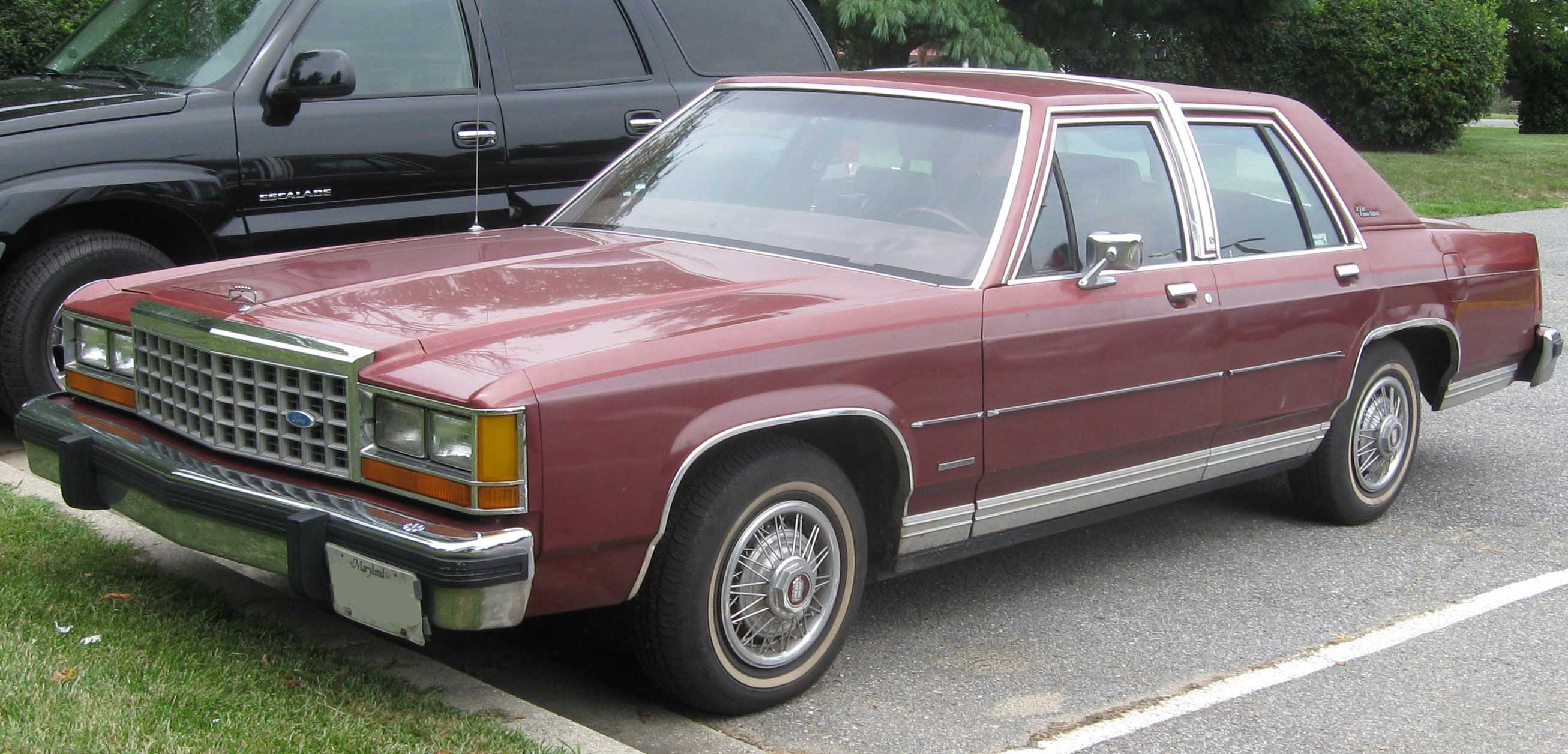
Una Ford Crown Victoria, l'auto più presente nel database nel 2011.

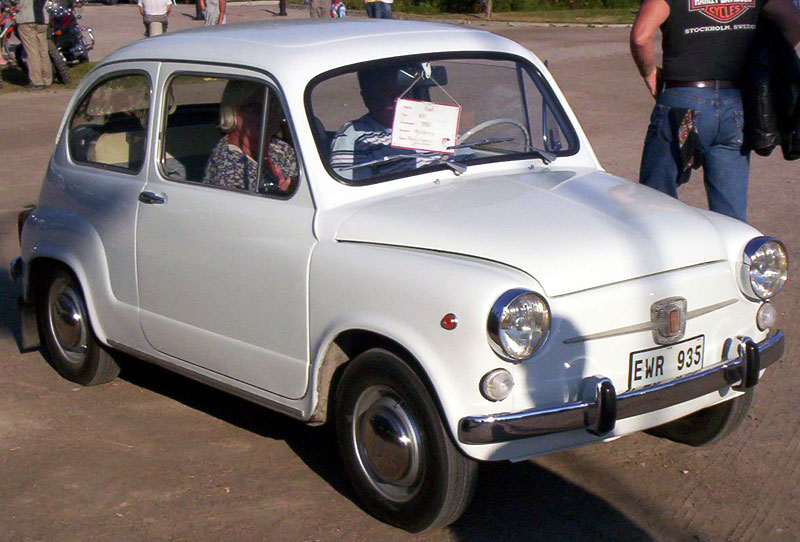
Una Fiat 600 D, l'auto italiana più presente nel database nel 2011.